# Site du World Trade Center
Pour les articles homonymes, voir World Trade Center (homonymie).

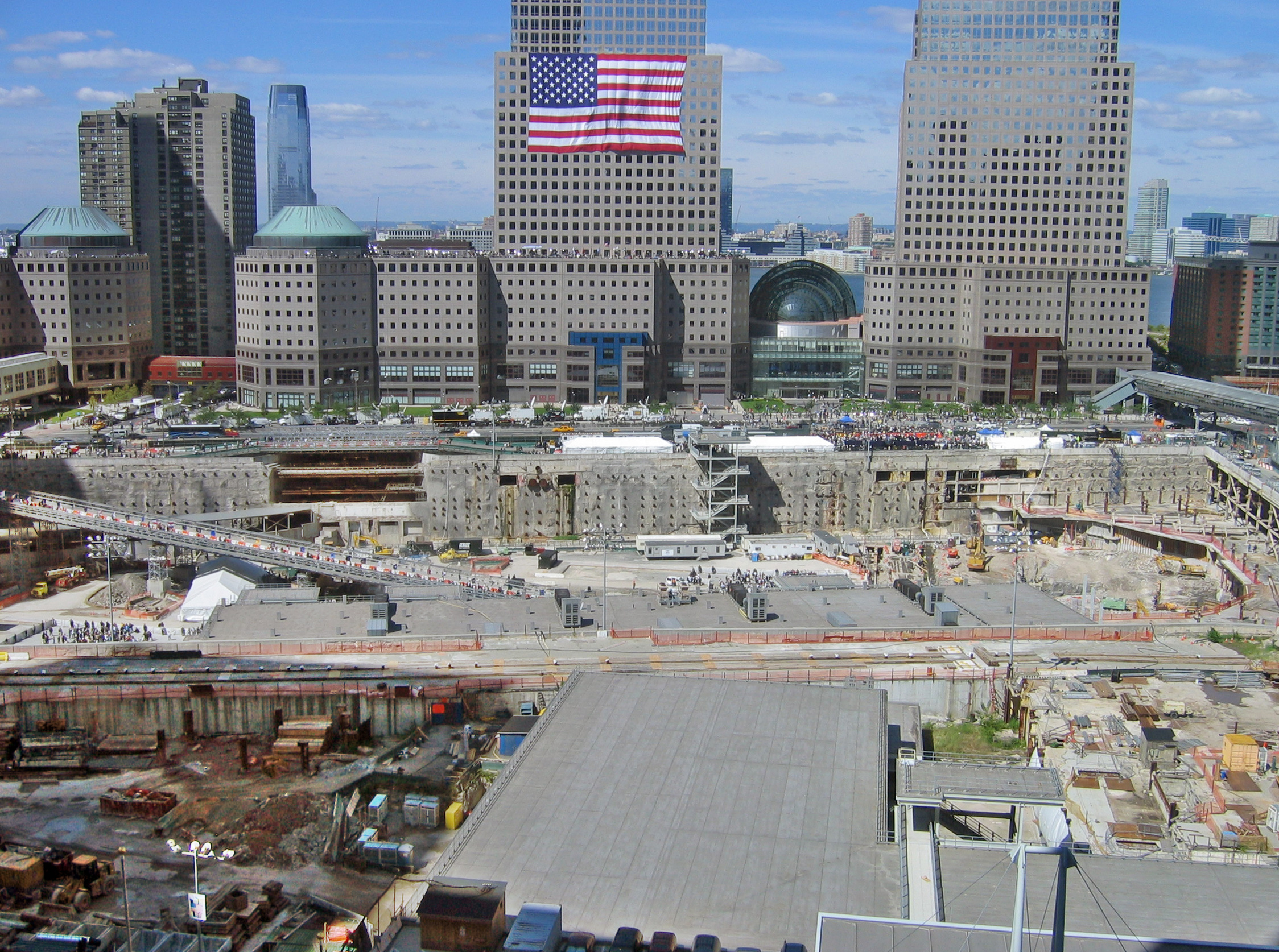
Site du World Trade Center à New York le 11 septembre 2006.

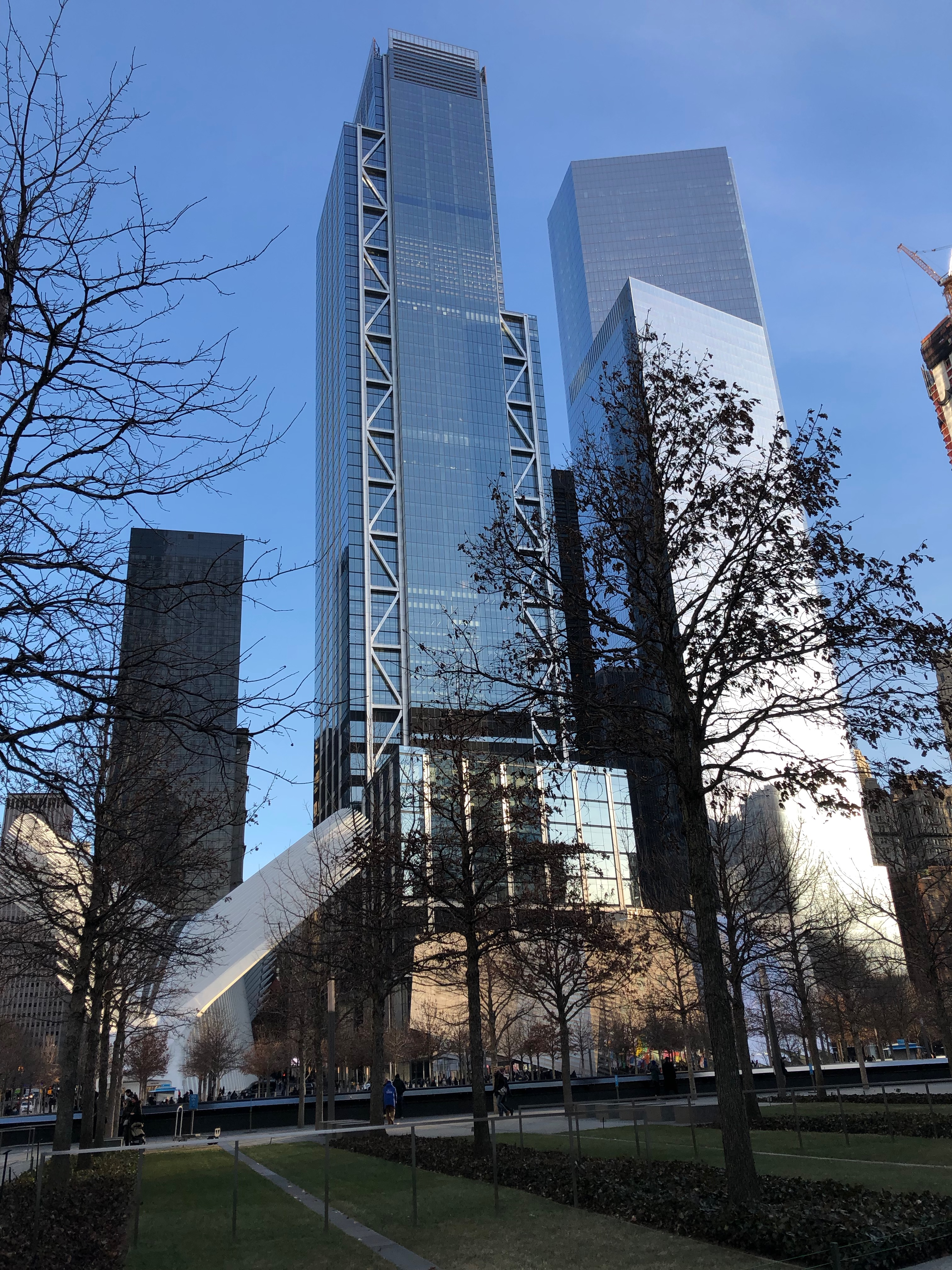
Le même site en janvier 2019 avec de gauche à droite, la gare du PATH, le Three World Trade Center et le Four World Trade Center devant le Mémorial du 11 Septembre.

Le site du World Trade Center est un terrain de 16 acres (6,47 ha) sur lequel se tenait le complexe du WTC jusqu'aux attentats du 11 septembre 2001. Le site se situe dans l'ouest du quartier de Lower Manhattan à New York, dont la majeure partie est délimitée au nord par Vesey Street, à l'ouest par West Side Highway, au sud par Liberty Street et à l'est par Church Street. Dans la partie nord du site en face de Vesey Street, l'ancienne position du 7 World Trade Center est délimitée à l'ouest par Washington Street, au nord par Barclay Street, et à l'est par West Broadway.
Vingt ans après les attentats, le quartier comprend la nouvelle plus haute tour d'Amérique, le One World Trade Center et le Four World Trade Center, deux édifices inaugurés en 2013-2014, ainsi que le Three World Trade Center ouvert en 2018, un mémorial destiné aux victimes, un musée et une nouvelle gare mise en service en 2016. D'autres édifices, comme la St. Nicholas Greek Orthodox Church, posée sur le Liberty Park, sont en phase d'achèvement, tandis que le Two World Trade Center est encore au stade de projet. Le Perelman Performing Arts Center y a été achevé en 2023.

## Débris

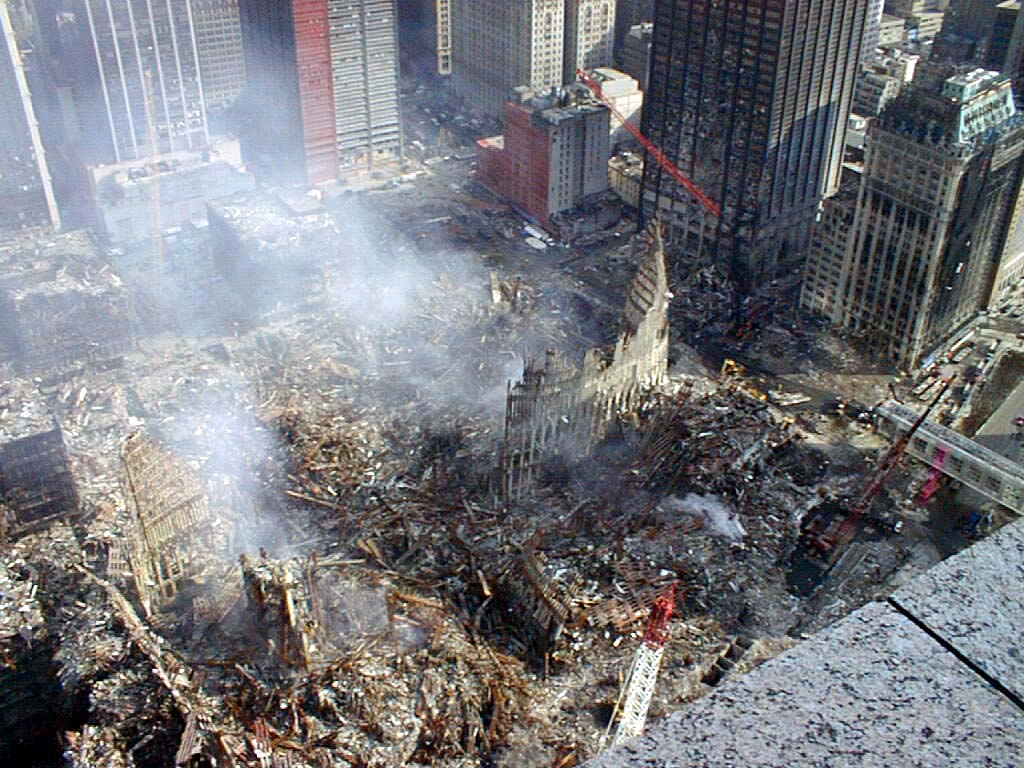
Les débris du World Trade Center, 2001.

L'« amas » a été le nom utilisé pour le site par les secours et travailleurs afin de décrire l'amas colossal de débris qui s'y trouvaient après les attaques du 11 septembre 2001. Les travailleurs évitaient l'utilisation du terme « Ground Zero », qui décrivait le lieu exact où les explosions eurent lieu, mais néanmoins ce terme devint plus tard synonyme de « site du World Trade Center ».
Les débris se consumèrent pendant plus de cinq mois après l'effondrement, résistant aux tentatives des pompiers d'éteindre les réactions chimiques qui ont suivi, et ce jusqu'à ce que la majeure partie des débris ait été enlevée. Les effets de la fumée et d'autres matériaux dangereux sur les ouvriers du site et sur les chiens de recherche sont toujours à l'étude, demeurant un sujet de polémique.

### Le déblaiement

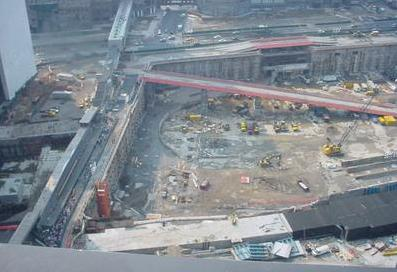
Les débris du World Trade Center déblayés, 2002.

Les ouvriers dégagèrent les débris et récupérèrent les restes de nombreuses victimes mortes dans les attaques. Les débris furent enfouis dans une partie spéciale de la décharge de Fresh Kills, le plus gros site d'enfouissement de déchets de New York, situé sur Staten Island. Tandis que le site était fouillé dans le but de retrouver des restes humains, les familles de quelques victimes ont demandé que tous les restes soient enterrés sur l'emplacement du World Trade Center. Michael Bloomberg, maire de New York, a rejeté la demande d'une part en raison de son coût et d'autre part parce qu'il la jugeait infaisable ; cependant, un petit mémorial est prévu sur le lieu même des débris. 
En décembre 2001, une tribune temporaire a été placée sur Fulton Street, entre Church Street et Broadway, à côté de la chapelle Saint-Paul. La présence de touristes sur les lieux du drame a suscité beaucoup de réactions de la part des familles et des riverains.

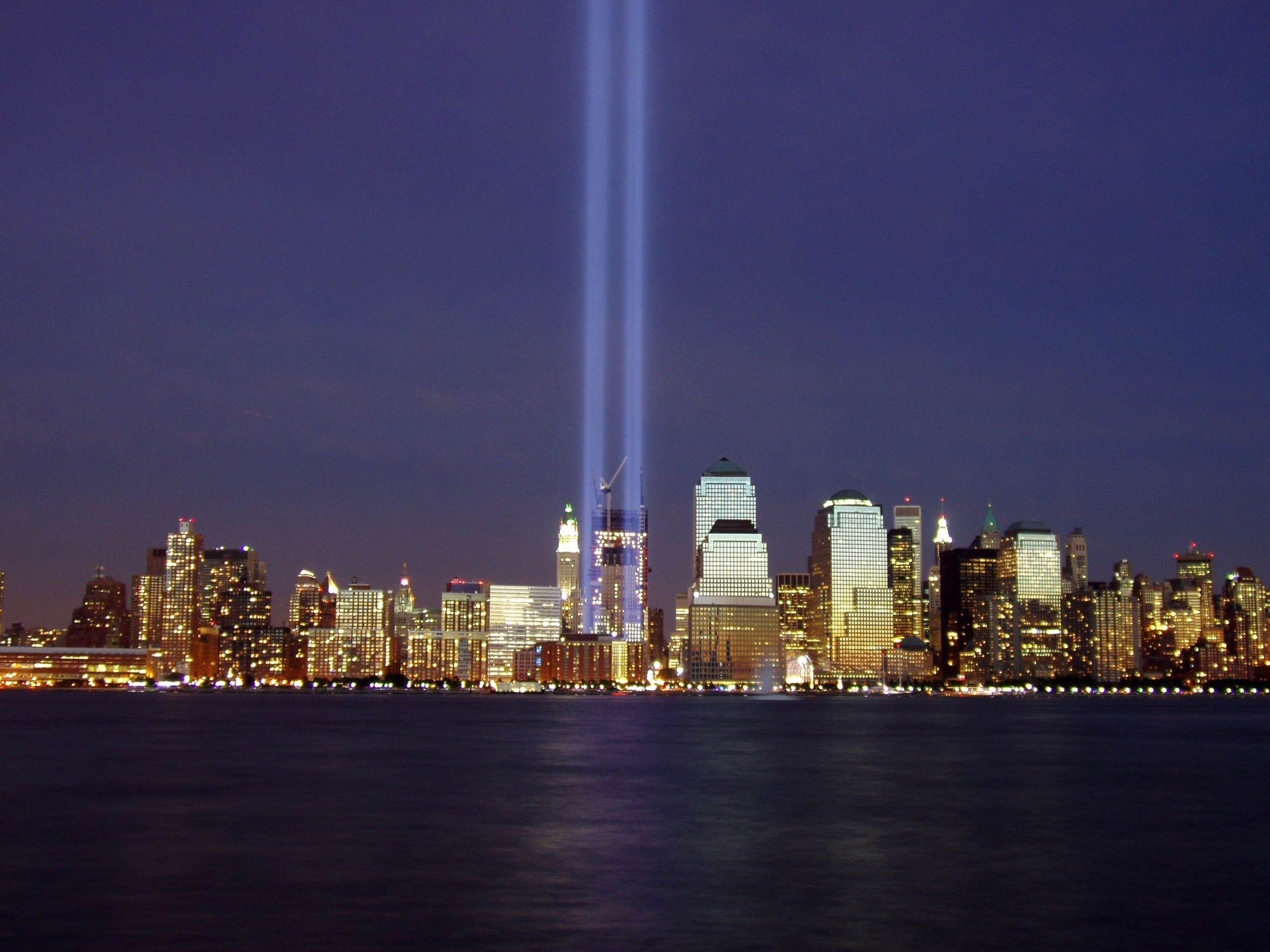
Le mémorial lumineux du World Trade Center, 2004.

À la fin du mois de mai 2002, le site fut totalement dégagé des débris, trois mois plus tôt que ce qui était prévu. Lors d'une cérémonie qui eut lieu le 30 mai 2002, la dernière pièce de métal, provenant de la structure interne de la Tour Sud (WTC 2), fut symboliquement recouverte du drapeau des États-Unis avant d'être enlevée.
Un mémorial lumineux a également été mis en place après les évènements.
Tandis que le travail de reconstruction des lieux continuait, des restes humains furent trouvés sous des chaussées d'accès provisoire ou encore sous des trottoirs, le dernier en date ayant été retrouvé en octobre 2006. Des recherches additionnelles ont été conduites sur les toits des bâtiments environnants.

### Préservation et recyclage
La dernière pièce de métal a été recyclée comme arc de structure du nouveau bateau d'assaut USS New York. De plus, Honeybee Robotics a incorporé des débris métalliques provenant du site dans les gainages des câbles utilisés dans les outils Rock Abrasion (abrasion rocheuse) pour la mission d'exploration de la planète Mars.
Quelques reliques du site subsistent, telles que le Survivor Staircase (l'escalier des survivants) ou encore un passage souterrain vers la station de métro de la Huitième Avenue. Cependant, la croix qui avait été érigée provisoirement sur le site fut enlevée en octobre 2006.
Des pièces de métal et autres reliques retrouvées sur le site ont été préservées par les États-Unis et par d'autres gouvernements. Il y a parmi ces objets les boîtes noires des avions, un drapeau américain, un drapeau du Royaume-Uni renvoyé au gouvernement britannique, un drapeau de la Nouvelle-Zélande renvoyé au gouvernement néo-zélandais, une pièce de métal qui a été enterrée à l'ambassade des États-Unis en Afghanistan, des morceaux d'acier reconvertis en art public, la « dernière » pièce de métal, ou encore des affaires personnelles de victimes exposées dans divers musées.
Les 181 400 tonnes d'acier retrouvées ont été vendues pour 120 $ la tonne à des fonderies en Chine, en Inde et en Corée du Sud, afin d'être recyclées en pièces détachées automobiles, en médailles, en pièces commémoratives, en crucifix ou en étoiles de David commémoratifs, en boîtes de conserve, en électroménager, en trombones ou encore en pièce de charpente métallique.
Le propriétaire de la fonderie Agile Manufacturing (IAM) LLC foundry de Satesboro en Géorgie a acheté 50 tonnes de métal et les a reconvertis en pièces commémoratives d'une livre (454 grammes) chacune appelées World Trade Center Commemorative Medallions (« Médaillons commémoratifs du WTC ») et a donné bon nombre d'entre elles aux familles des victimes et a revendu le reste au public, sans bénéfice, pour 39,95 $ l'unité. Les médaillons représentent la silhouette de Manhattan contre le drapeau des États-Unis. Après la réception de plusieurs plaintes, la fonderie a arrêté sa production et a renvoyé le métal sur le site où il a été de nouveau revendu pour être recyclé.
En dépit d'autres projets de réutilisation, seule la production des médaillons a été stoppée, et relativement peu d'objets sont dans des collections privées.

## Reconstruction

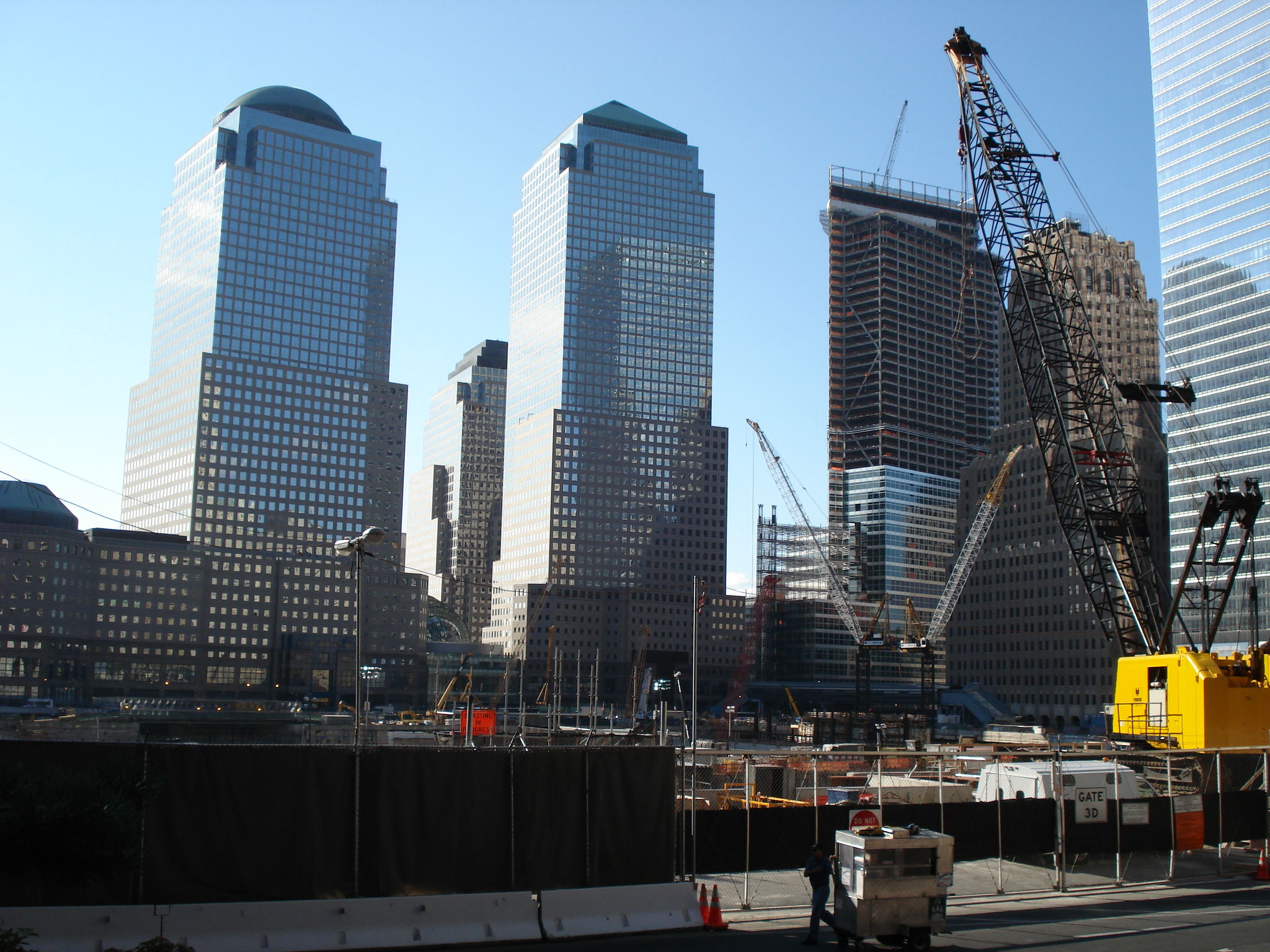
Travaux en 2008.

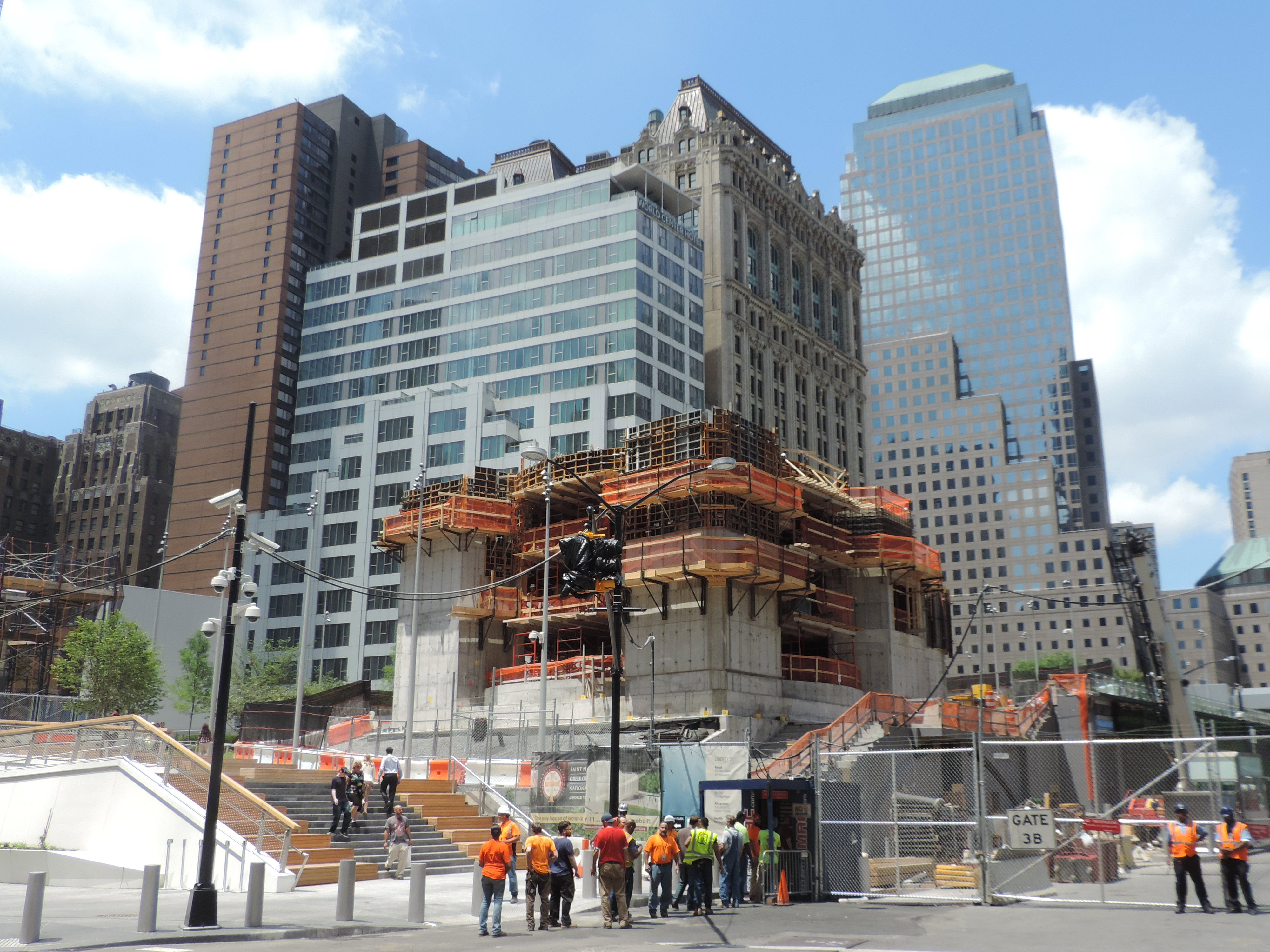
L'église grecque orthodoxe Saint-Nicolas en construction, au cœur du World Trade Center, 2016.

Plan du nouveau complexe du World Trade Center, en construction depuis 2004.

Peu après les attaques, le maire Rudy Giuliani, le gouverneur George E. Pataki et le président George W. Bush ont fait le vœu de reconstruire le site. Le jour-même des attaques, Giulani a proclamé : « Nous reconstruirons : nous allons en ressortir plus forts, politiquement plus forts, économiquement plus forts. » Dans un discours devant le Congrès, Bush déclara : « Tel un symbole de la résolution américaine, mon administration travaillera avec le Congrès, et ses deux leaders, pour prouver au monde que nous reconstruirons New York City. »
La réponse immédiate de Larry Silverstein, propriétaire du World Trade Center au moment des attaques, fut : « Ce serait la tragédie des tragédies de ne pas reconstruire New York, ce serait donner la victoire aux terroristes. »
La Lower Manhattan Development Corporation (LMDC) (Société de développement du Sud de Manhattan) fut établie en novembre 2001 par le gouverneur Pataki et le maire Giuliani, comme commission officielle pour la supervision du processus de reconstruction. La LMDC fut établie afin de gérer l'aide fédérale et travailler aussi bien avec les actionnaires, comprenant l'autorité portuaire et Larry Silverstein, qu'avec les familles, la communauté locale et les entreprises.
Dans les mois suivant les attaques, les architectes et les experts en matière d'urbanisme ont tenu des forums et des réunions afin de discuter des idées pour la reconstruction du site. Des idées d'architecture et de design ont vite émergé. Les premières recommandations des experts étaient d'améliorer les connexions entre le World Trade Center et le métro de New York et de restaurer Greenwich Street. En janvier 2002, le marchand d'art new-yorkais Max Protech a sélectionné 50 projets qu'il a ensuite exposés dans sa galerie d'art de Chelsea.
Silverstein a engagé les architectes réputés David Childs et Alex Cooper, du cabinet Cooper Robertson & Associés, afin d'élaborer un programme préliminaire pour la reconstruction du site rendu public en 2002. Ces plans ont obtenu la permission de construire sur 6 acres (24 000 m2), comprenant les fondations des tours, un mémorial, ainsi que plusieurs tours de 50 à 65 étages chacune,.
La LMDC a communiqué sa proposition préliminaire pour l'emplacement du projet en avril 2002. Beyer Blinder Belle a été sélectionné en tant que consultant en matière d'urbanisme afin de travailler avec le LMDC sur la reconstruction. Quelques associations de familles des victimes, notamment la September's Mission menée par Monica Iken, ont exprimé leur opposition à la construction d'autre chose qu'un mémorial sur le site entier, soit plus de 60 000 m2.
Une reconstruction complète des tours jumelles a été refusée par la LMDC après que les employés de Silverstein ont démontré comment la construction de nouveaux immeubles de bureaux de plus de 70 étages créerait sous peu des emplois à moyen terme tout en reconstruisant les tours. L'autorité portuaire, reconstruisant de nouveaux axes, a réquisitionné toute la zone commerciale ainsi que toutes les rues alentour, réduisant considérablement l'espace constructible.
En juillet 2002, six plans furent publiés au grand mépris du public. L'architecte en chef David Childs du cabinet Skidmore, Owings, & Merrill, dénonça les projets en les décrivant comme étant « hors sujet » et manquant d'espace public et d'esthétisme. La désapprobation quasi totale de ces projets força les employés de la LMDC à remettre en marche le processus de conception à partir de zéro, mais en gardant les mêmes directives. 
Sept nouveaux projets ont alors été publiés mais deux ont été particulièrement appréciés : un du Studio Daniel Libeskind et un de THINK Design soutenu par le critique d'architecture Herbert Muschamp du New York Times. Bien qu'un sondage sponsorisé par le LMDC stipulât que le public ne préférait « ni l'un ni l'autre » des deux projets, c'était tout de même celui de THINK Design qui remporta les faveurs (celui de Libeskind reprenait en effet la même idée de gros « bloc commémoratif » en changeant simplement le design des bâtiments). Malgré cela, le maire Bloomberg et le gouverneur Pataki ont préféré la conception du projet de Libeskind ainsi que son approche des directives imposées. Le plan de Libeskind, qui inclut l'espace commercial requis dans quatre tours, a donc été choisi le 26 février 2003 par les rédacteurs de LMDC. Les fondations des deux anciennes tours seraient donc préservées comme une « fosse » au-dessous de la rue et qui honoreraient les victimes en focalisant la lumière le 11 septembre de 8 h 46 à 10 h 28 dans les fondations.

### Le mémorial
Un mémorial appelé Reflecting Absence a été dessiné par l'architecte israélien Michael Arad. Ce dernier a en effet gagné le concours World Trade Center Site Memorial Competition (Compétition du site du World Trade Center) en janvier 2004. Le projet, de 65 000 m2, consiste en la construction d'une forêt d'arbres autour de deux étendues d'eau carrées avec deux grands trous en leur centre, à l'endroit précis où se tenaient les deux tours. La construction a été inaugurée le 11 septembre 2011.
Les noms des plus de 3 000 personnes qui ont été tuées dans les attentats du 11 septembre à New York, en Pennsylvanie et au Pentagone, et dans l'attentat à la bombe de février 1993 au World Trade Center, sont inscrits sur les bords de la piscine du mémorial.

### Le musée

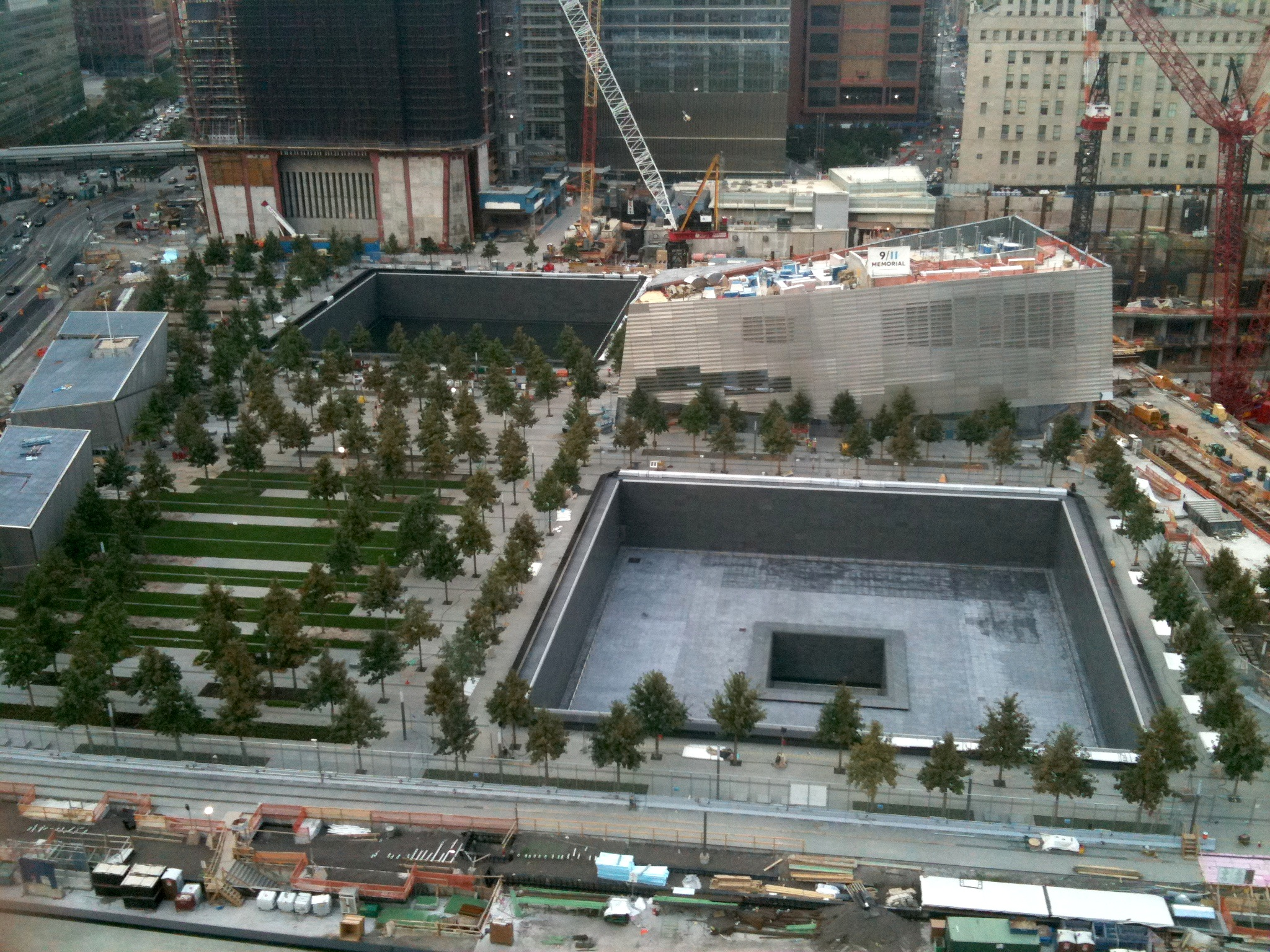
L'entrée du musée, entre les deux bassins commémoratifs, en construction en 2011.

Les dirigeants de la LMDC ont annoncé le 12 octobre 2004 le choix des associés Gehry Partners LLP et Snøhetta comme architectes pour la construction d'un complexe réunissant musée et galerie dans les Fulton et Greenwich Street sur la base d'un « centre international de la liberté ».
L'équipe municipale Pataki a retiré son soutien à la construction de ce centre le 28 septembre 2005 en réponse aux critiques des familles de victimes. Le cabinet Snøhetta a donc remodelé les plans en janvier 2006. Le nouveau projet a donc annulé la construction du centre international pour revenir à un projet de musée du 11 septembre. Le musée a pour mission de « raconter les évènements du 11 septembre, montrer des objets et commémorer les disparus ».

### Les nouvelles tours

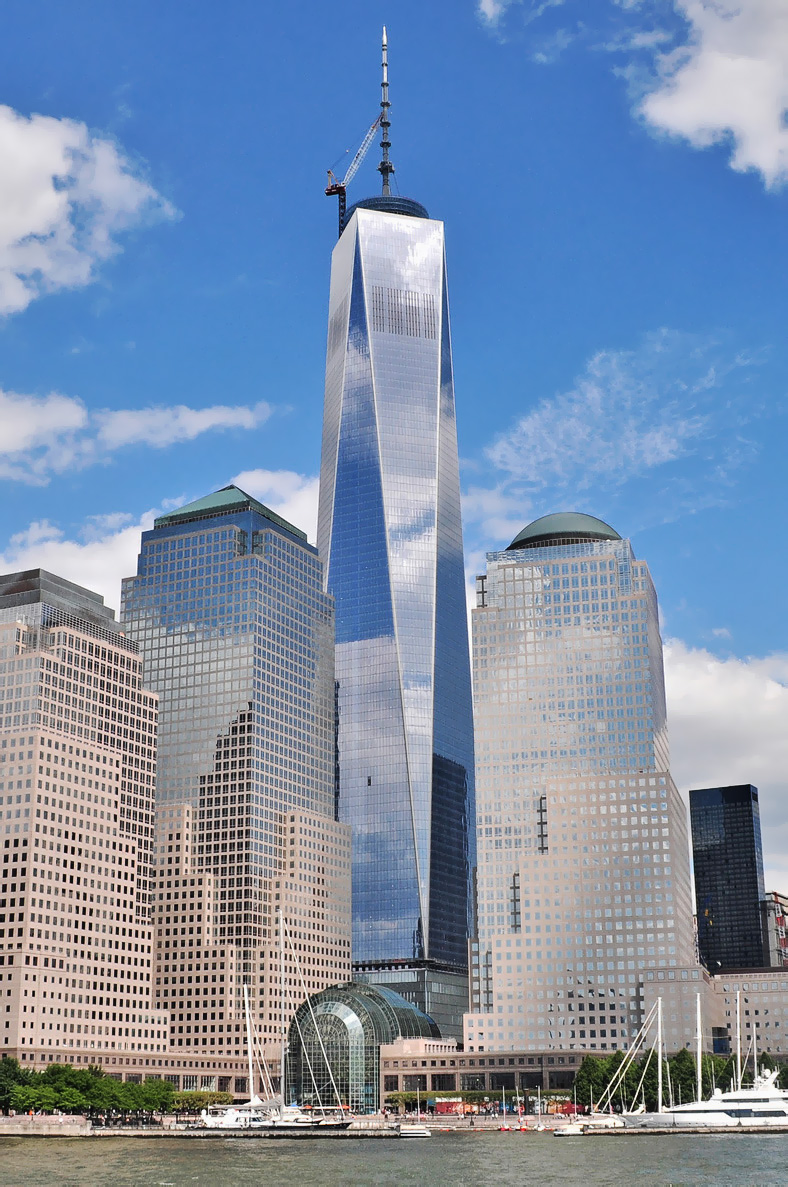
Le One World Trade Center en 2013.

Autour de Ground Zero seront construits cinq nouveaux gratte-ciels. Le plus haut bâtiment est le One World Trade Center, culminant à 541 mètres (1 776 pieds, en rappel de l'année d'indépendance des États-Unis) et faisant de lui le plus haut immeuble des États-Unis, le projet de la Chicago Spire de 610 m étant abandonné pour des raisons financières. Débutée en 2006, la construction de cette tour a été achevée en mai 2013.
La Four World Trade Center a été inaugurée en 2013 et la Three World Trade Center a ouvert en 2018. La Two World Trade Center dont les premières pierres ont été posées en 2010, était originellement un projet conçu par Norman Foster. En 2015, il est abandonné et confié à l'architecte Bjarke Ingels qui conçoit un nouveau dessin. La tour reste au stade des soubassement, alors que la Five World Trade Center quant à elle n'est qu'au stade de projet. En 2021, au pied de la One World Trade Center, le centre d'arts et de performances « Ronald O.Perleman » est en construction. alors que sur le Liberty Park, la nouvelle Église grecque orthodoxe Saint-Nicolas est en phase d'achèvement. 
Enfin, la nouvelle Seven World Trade Center est terminée depuis 2006.

## Les contentieux

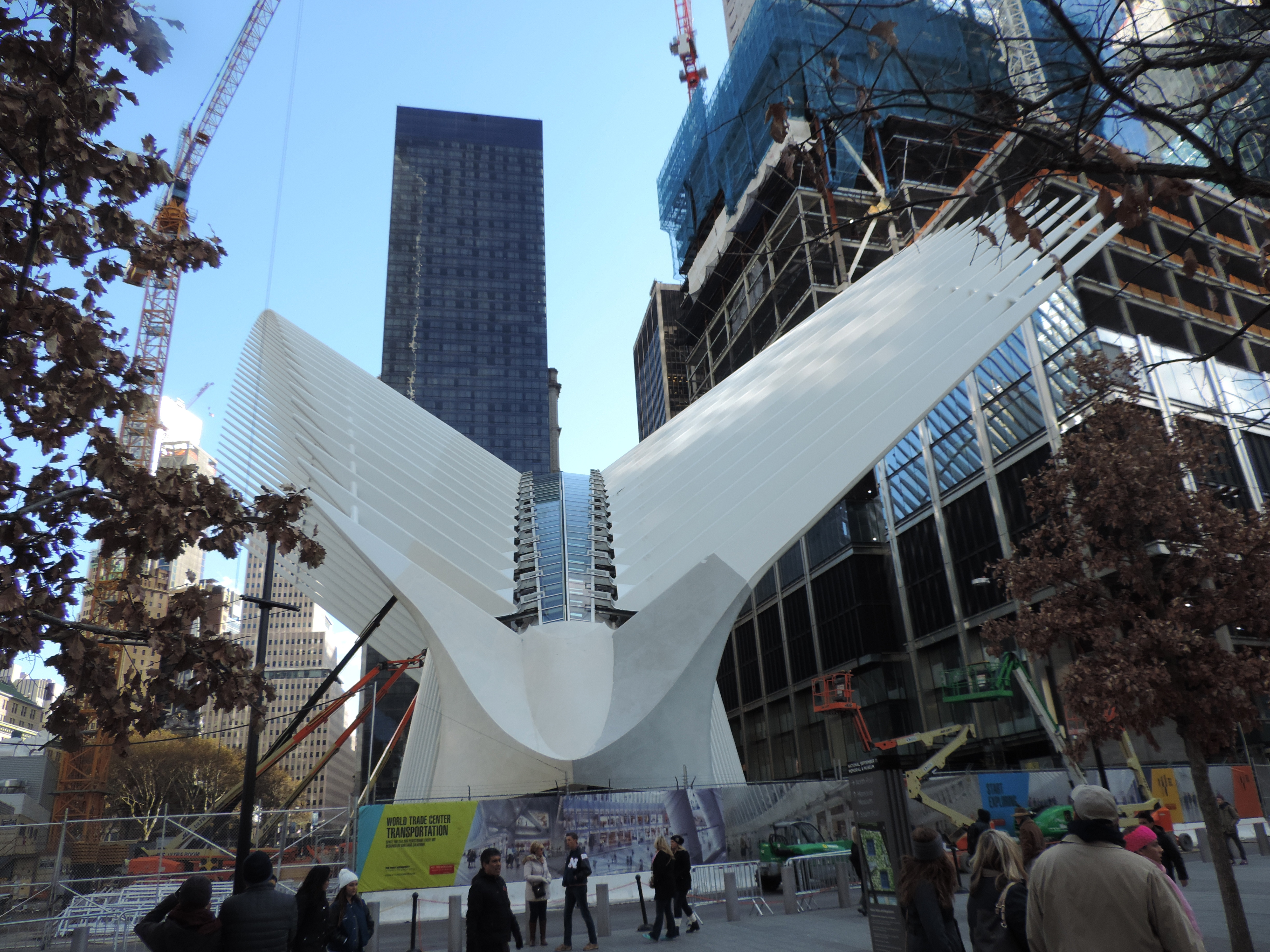
La nouvelle station PATH conçue par Santiago Calatrava en phase d'achèvement, aux côtés du Three World Trade Center en construction, 2015.

## Source
- (en) Cet article est partiellement ou en totalité issu de l’article de Wikipédia en anglais intitulé « World Trade Center site » (voir la liste des auteurs).